# 青春鼓王 (电影)
《青春鼓王》（英語：King Drummer）是1967年上映的一部香港電影，由井上梅次执导以及编剧，凌云等領銜主演。该电影主要讲述一个船员成为音乐家所遇到的一些东西的故事。

## 劇情簡介
船员孫志強在一次意外成为了一个鼓手，而他为了出名，答应了别人去接近乐队经理黄丽真，让孫志強撮合自己和黄丽真相恋。可在最后孫志強却和乐队经理相爱，而他也在之后成名，但是孫志強却要因此而实现之前的诺言……
故事的最后，经历了一些事情的孫志強最后却成为了歌手。

## 演员
- 何莉莉
- 凌云
- 胡同
- 黄培基
- 杨帆
- 洪流
- 魏平澳
- 高宝树
- 沈劳
- 马影
- 于倩
- 张佩山

## 備註
1. ↑  黃仁. . 2010年.
2. ↑  粟子. . 2010年.
3. ↑  連民安, 吳貴龍. . 2017年.
4. ↑  倪炎元. . 2021年.
5. ↑  粟子, 栗子. . 2010年.
6. ↑  邱淑婷. . 2012年.
7. ↑  廖金鳳. . 2003年.

## 相關連結
- 互联网电影数据库（IMDb）上《青春鼓王》的资料（英文）
- 豆瓣电影上《青春鼓王》的資料 （简体中文）
- 香港影庫上《青春鼓王》的資料（繁體中文）